# ケイト・ブッシュ・ストーリー
| 専門評論家によるレビュー      | 専門評論家によるレビュー |
| レビュー・スコア              | レビュー・スコア         |
| 出典                          | 評価                     |
| ----------------------------- | ------------------------ |
| オールミュージック            | [ 3 ]                    |
| Encyclopedia of Popular Music | [ 4 ]                    |
| The Great Rock Discography    | 9/10                     |
| モジョ                        | [ 6 ]                    |
| MusicHound Rock               | [ 7 ]                    |
| Record Mirror                 | [ 8 ]                    |
| ロバート・クリストガウ        | A−                       |
| ローリング・ストーン          | [ 10 ]                   |
| The Rolling Stone Album Guide | [ 11 ]                   |
| Sounds                        | [ 12 ]                   |

『ケイト・ブッシュ・ストーリー』（原題：The Whole Story）は、イギリスのシンガーソングライター、ケイト・ブッシュが1986年に発表した2枚目のコンピレーション・アルバムにして、初の世界発売となったベスト・アルバム。1986年11月10日にリリースされ、ブッシュの自身3回目の全英ナンバーワン・アルバムとなり、その時点までの最高セールスを誇る作品になりイギリスでの売上は4×プラチナを認定された。
アルバムには、ブッシュのこれまでのシングル11曲が収録されているほか、「エクスペリメントIV」と題された過去の未発表曲も収録された。この曲はシングルとしてリリースされて全英トップ30に到達した。ブッシュのデビュー・シングル「嵐が丘」（1978年）は、新しく録音されたバージョンがアルバムの1曲目に配されている。「少年の瞳を持った男」のシングル・バージョンの代わりにアルバム・ミックスが、このアルバムではフィーチャーされている。
同じ名前のホームビデオ・コンピレーションが同時にリリースされた。これには、アルバム各曲のプロモーション・ビデオが収録されている。
2014年、ブッシュがハマースミス・アポロで「Before the Dawn」レジデンシー公演を行っている間、『ケイト・ブッシュ・ストーリー』は全英8位にチャート入りした。
2022年に「神秘の丘」の人気が再燃したことで、『ケイト・ブッシュ・ストーリー』は全英アルバムチャートで最高17位に達した。

## 収録曲

### LP、カセット、CD版
| 全作詞・作曲: ケイト・ブッシュ。 |                                                               |                  |                  |                             |      |
| #                                | タイトル                                                      | 作詞             | 作曲・編曲       | オリジナル・アルバム        | 時間 |
| 1.                               | 「嵐が丘 - "Wuthering Heights"」(ボーカル新録)                | ケイト・ブッシュ | ケイト・ブッシュ | 『天使と小悪魔』 (1978年)   | 4:57 |
| 2.                               | 「クラウドバスティング - "Cloudbusting"」                     | ケイト・ブッシュ | ケイト・ブッシュ | 『愛のかたち』 (1985年)     | 5:09 |
| 3.                               | 「少年の瞳を持った男 - "The Man with the Child in His Eyes"」 | ケイト・ブッシュ | ケイト・ブッシュ | 『天使と小悪魔』            | 2:38 |
| 4.                               | 「呼吸 - "Breathing"」                                        | ケイト・ブッシュ | ケイト・ブッシュ | 『魔物語』 (1980年)         | 5:28 |
| 5.                               | 「ワオ - "Wow"」                                              | ケイト・ブッシュ | ケイト・ブッシュ | 『ライオンハート』 (1978年) | 3:46 |
| 6.                               | 「愛のかたち - "Hounds of Love"」                             | ケイト・ブッシュ | ケイト・ブッシュ | 『愛のかたち』              | 3:02 |

| #         | タイトル                                           | 作詞      | 作曲・編曲 | オリジナル・アルバム      | 時間 |
| --------- | -------------------------------------------------- | --------- | ---------- | ------------------------- | ---- |
| 7.        | 「神秘の丘 - "Running Up That Hill"」              |           |            | 『愛のかたち』            | 5:00 |
| 8.        | 「夢みる兵士 - "Army Dreamers"」                   |           |            | 『魔物語』                | 3:13 |
| 9.        | 「サット・イン・ユア・ラップ - "Sat in Your Lap"」 |           |            | 『ドリーミング』 (1982年) | 3:29 |
| 10.       | 「エクスペリメントIV - "Experiment IV"」           |           |            | 未発表曲                  | 4:21 |
| 11.       | 「ドリーミング - "The Dreaming"」                  |           |            | 『ドリーミング』          | 4:14 |
| 12.       | 「バブーシュカ - "Babooshka"」                     |           |            | 『魔物語』                | 3:29 |
| 合計時間: | 合計時間:                                          | 合計時間: | 48:53      |                           |      |

### VHS、VCD、レーザーディスク版
| 全作詞・作曲: ケイト・ブッシュ。 | |                  |                  |      |
| #                                | タイトル | 作詞             | 作曲・編曲       | 時間 |
| 1.                               | 「嵐が丘 - "Wuthering Heights"」(VHS/VCD/レーザーディスク版は、1978年のオリジナル音源を収録)                 | ケイト・ブッシュ | ケイト・ブッシュ | 3:34 |
| 2.                               | 「クラウドバスティング - "Cloudbusting"」                                                                    | ケイト・ブッシュ | ケイト・ブッシュ | 6:55 |
| 3.                               | 「少年の瞳を持った男 - "The Man with the Child in His Eyes"」                                                | ケイト・ブッシュ | ケイト・ブッシュ | 2:52 |
| 4.                               | 「呼吸 - "Breathing"」                                                                                       | ケイト・ブッシュ | ケイト・ブッシュ | 5:31 |
| 5.                               | 「ワオ - "Wow"」(VHS/VCD/レーザーディスク版は、本作のために特別にプロデュースされた新しい別バージョンを収録) | ケイト・ブッシュ | ケイト・ブッシュ | 3:42 |
| 6.                               | 「愛のかたち - "Hounds of Love"」                                                                            | ケイト・ブッシュ | ケイト・ブッシュ | 3:04 |
| 7.                               | 「神秘の丘 - "Running Up That Hill"」                                                                        | ケイト・ブッシュ | ケイト・ブッシュ | 4:55 |
| 8.                               | 「夢みる兵士 - "Army Dreamers"」                                                                             | ケイト・ブッシュ | ケイト・ブッシュ | 3:17 |
| 9.                               | 「サット・イン・ユア・ラップ - "Sat in Your Lap"」                                                           | ケイト・ブッシュ | ケイト・ブッシュ | 3:30 |
| 10.                              | 「エクスペリメントIV - "Experiment IV"」                                                                     | ケイト・ブッシュ | ケイト・ブッシュ | 4:41 |
| 11.                              | 「ドリーミング - "The Dreaming"」                                                                            | ケイト・ブッシュ | ケイト・ブッシュ | 4:09 |
| 12.                              | 「バブーシュカ - "Babooshka"」                                                                               | ケイト・ブッシュ | ケイト・ブッシュ | 3:26 |
| 13.                              | 「ビッグ・スカイ (青空) - "The Big Sky"」(VHS/VCD/レーザーディスク版のみの収録)                              | ケイト・ブッシュ | ケイト・ブッシュ | 4:26 |
| 合計時間:                        | 合計時間: | 56:54            |                  |      |

## パーソネル
- ケイト・ブッシュ (Kate Bush) – キーボード、ボーカル、プロデューサー
- イアン・クーパー (Ian Cooper) – 編集エンジニア
- ジョン・ケリー (Jon Kelly) – プロデューサー
- アンドリュー・パウエル (Andrew Powell) – プロデューサー